# Люблю тебя, люблю
«Люблю тебя, люблю» (фр.  «Je t'aime, je t'aime») — научно-фантастический французский кинофильм 1968 года режиссёра Алена Рене по сценарию Жака Стерберга (фр.). Музыку к фильму написал Кшиштоф Пендерецкий. За свою роль в фильме Клод Риш удостоился премии лучшему актёру Сан-Себастьянского кинофестиваля.

## Сюжет
Пройдя реабилитацию после попытки суицида, Клод Риддер (Клод Риш) соглашается участвовать в эксперименте по исследованию времени. В засекреченной загородной лаборатории его помещают в биоморфную камеру, в которой он должен вновь пережить одну минуту из своего прошлого. Однако воспоминания тянутся одно за другим, приближая Клода к событиям, толкнувшим его на самоубийство. Из вновь и вновь воспроизводимых фрагментов его жизни длиной от нескольких секунд до нескольких минут (и не в хронологическом порядке) складывается история знакомства Клода с Катрин, их совместной жизни, продолжительной депрессии Катрин и наконец её смерти во время совместного путешествия в Глазго, причём Клод считает, что это он убил возлюбленную (поскольку, пока она спала, он не выключил газ и ушёл из дома после того, как в газовом обогревателе погас огонь).
Поскольку прошло уже больше часа и, по мнению учёных, наблюдающих за экспериментом, Клод уже не может вернуться, они выходят на улицу, где неожиданно находят раненого Клода: в последнем своём путешествии в прошлое он вновь попытался покончить с собой, выстрелив в сердце из пистолета, и затем переместился на только во времени, но и в пространстве. Они вносят Клода обратно в помещение, однако дальнейшее состояние мужчины остаётся неизвестным.

## Отмена показа фильма
Фильм входил в официальную конкурсную программу 21-го Каннского фестиваля 1968 года, однако его показ не состоялся в связи с политическими событиями. Солидарные со студенческими волнениями в Париже, режиссёры «новой волны» (в первую очередь, Жан-Люк Годар и Франсуа Трюффо) бойкотировали проведение фестиваля. Их поддержали и некоторые члены жюри, в частности, Роман Поланский. Лента не пользовалась коммерческим успехом и была практически забыта до её повторного выпуска в 2003 году.

## Значение
Наряду с лентой 1961 года «В прошлом году в Мариенбаде», «Люблю тебя, люблю» представляет собой опыт исследования Рене структуры повторения. Однако если в первом случае работу повторения демонстрировали диалоги, написанные Аленом Робом-Грийе, в фильме 1968 года эта роль была возложена на монтаж. Так, сцена случайно выбранной минуты, в которую герою суждено возвращаться вновь и вновь, многократно «вклеивается» в канву фильма, приобретая идиосинкратический характер.
Большое теоретическое значение фильму придавал Жиль Делёз. По его словам, «в кинематографе существуют три фильма, показывающих наше бытие во времени и движение по его потоку, уносящему нас с собой, способствуя в то же время концентрации нашей личности и раздвижению её рамок: это „Звенигора“ Довженко, „Головокружение“ Хичкока и „Люблю тебя, люблю…“ Рене».
Нелинейная диегетическая структура, повторения и скачки в повествовании делают фильм одним из узловых моментов продумывания образа-времени — концепта, воспринятого Делёзом из философии Анри Бергсона. События больше не выстраиваются в последовательную историю, но сосуществуют в одновременности. Время становится не мерой, но аффектом существования.